# الصقر شاهين (مسلسل)
الصقر شاهين، مسلسل تلفزيوني مصري عرض في رمضان 1434هـ/2013م.

## قصة المسلسل
تدور أحداث المسلسل حول شاب يدعى شاهين يعيش في منطقة الصيادين في الإسكندرية، كما أنه ذو جذور صعيدية ويكتشف فيما بعد بأن هناك ثأر قديم عليه.

## بطولة
- تيم حسن
- رانيا فريد شوقي
- شيري عادل
- أحمد زاهر
- محمد عبد الحافظ
- أحمد خليل
- أحمد راتب
- عايدة رياض
- طارق عبد العزيز
- نهى إسماعيل
- سعيد الصالح
- يسري مصطفى
- محمود غريب
- زيزي البدراوي
- محمد ريحان
- حسام شعبان
- دينا أبو السعود
- عثمان محمد علي